# Bataille de Tranter's Creek
Guerre de Sécession
Batailles
Campagne de Burnside en Caroline du Nord
- Roanoke Island
- Elizabeth City
- New Burn
- South Mills
- Fort Macon
- Tranter's Creek

La bataille de Tranter's Creek s'est déroulée le 5 juin 1862, dans le comté de Pitt, Caroline du Nord, lors de l'expédition du major général de l'Union Ambrose E. Burnside en Caroline du Nord pendant la guerre de Sécession.
Le 5 juin 1862, le colonel Robert Potter, commandant de la garnison de Washington, Caroline du Nord, ordonne une reconnaissance en direction de Pactolus. Le 24th Massachusetts, sous les ordres du lieutenant-colonel F. A. Osborne, progresse vers le pont au-dessus de Tranter's Creek, où il rencontre le 44th North Carolina, commandé par le colonel George Singletary. Incapable de forcer le passage, Osborne tire avec son artillerie (compagnies A à G, du 1st New York Marine Artillery) sur les bâtiments de la fabrique dans lesquels les confédérés se sont retranchés. Singletary est tué dans le bombardement et ses troupes retraitent. Les fédéraux ne les poursuivent pas et retournent dans leurs fortifications à Washington.